# Poynton
Poynton is een plaats en civil parish in het bestuurlijke gebied Cheshire East, in het Engelse graafschap Cheshire met 14433 inwoners.